# Germainville
Germainville – miejscowość i gmina we Francji, w Regionie Centralnym, w departamencie Eure-et-Loir.
Według danych na rok 1990 gminę zamieszkiwało 258 osób, a gęstość zaludnienia wynosiła 30 osób/km² (wśród 1842 gmin Regionu Centralnego Germainville plasuje się na 883. miejscu pod względem liczby ludności, natomiast pod względem powierzchni na miejscu 1219.).